# 다보스 볼프강역
다보스 볼프강역(독일어: Bahnhof Davos Wolfgang)은 스위스 그라우뷘덴주의 다보스 지자체에 있는 기차역이다. 래티셰 철도의 1,000mm 미터궤 란트콰르트-다보스 플라츠선에 위치해 있다. 기차는 2시간마다 이 역에 정차한다.
북쪽으로 향하는 경우 란트콰르트 방향으로 매시간 운행된다. 남쪽으로 향하는 경우 다보스 광장까지 매시간 운행된다. 역은 지역 버스 서비스의 허브 역할도 한다. 다보스 광장역은 다보스 도르프에서 남서쪽으로 약 2.5km 떨어져 있다.
역에는 현재 양방향 열차가 운행되는 하나의 플랫폼이 사용 중이다.

## 운행편
다음 서비스는 다보스 볼프강에서 정차한다.
- 레기오익스프레스 : 란트콰르트와 다보스 광장 사이를 2시간마다 운행.
- 레기오 :
  - 란트콰르트와 다보스 광장 간의 제한된 서비스.